# 戴諾島
63°54′S 60°47′W / 63.900°S 60.783°W
戴諾島（D'Hainaut Island），是南極洲的島嶼，處於米克爾森港，屬於帕默群島的一部分，由讓-巴蒂斯特·夏古率領的法國探險隊發現，現時由南極條約體系管理。